# Jardín Botánico de Auckland

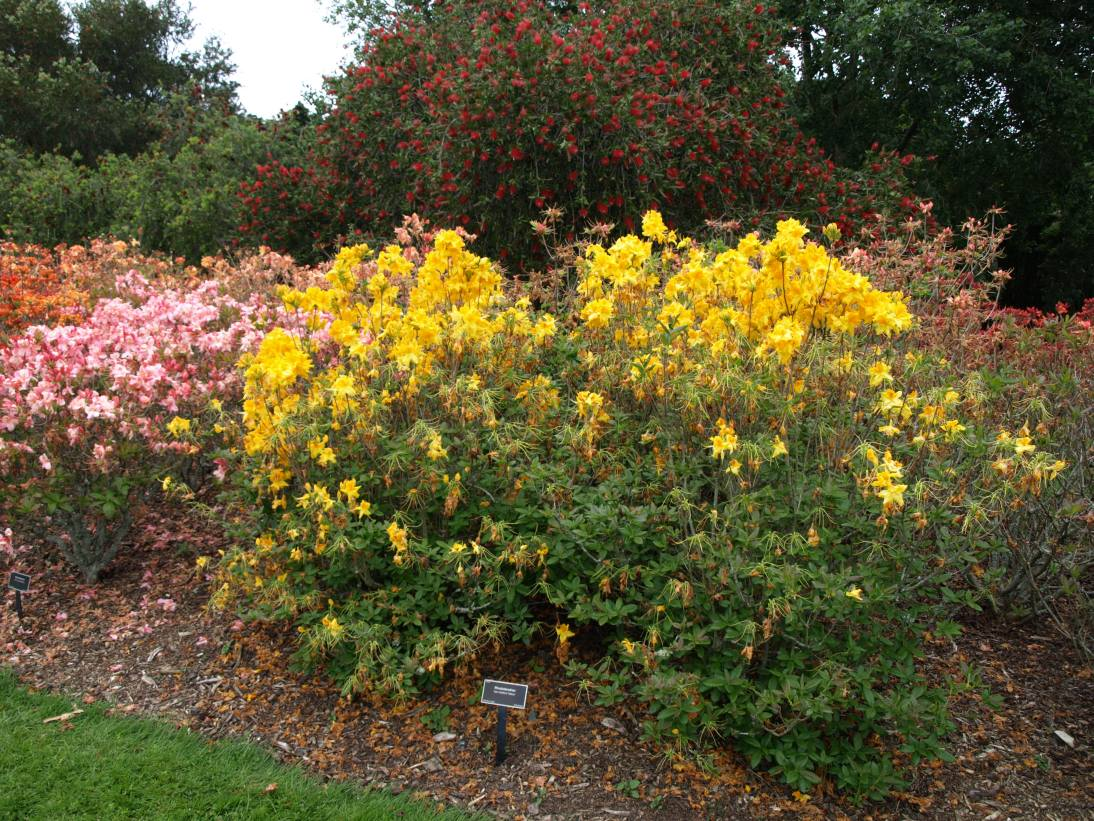
Unos Rhododendron en el "Auckland Botanic Gardens".

El Jardín Botánico de Auckland en inglés: Auckland Botanic Gardens, es un jardín botánico de 64 hectáreas de extensión en Manurewa, uno de los 4 suburbios de Auckland, Nueva Zelanda. Es miembro del BGCI, y presenta trabajos para la Agenda Internacional para la Conservación en los Jardines Botánicos, su código de identificación internacional como institución botánica así como de su herbario es AUCK.

## Localización
Auckland Botanic Gardens, 102 Hill Road, Manurewa, Auckland 1702 New Zealand-Nueva Zelanda.37°0′46.8″S 174°54′27″E / -37.013000, 174.90750

## Historia
La primera compra de la tierra por la autoridad regional de Auckland (ARA), precursor del "consejo regional de Auckland" (ARCO), data de 1967. Los progresos comenzaron en 1973. El jardín fue abierto oficialmente al público en 1982. Actualmente alberga más de 10 000 plantas.
La misión que se ha propuesto el jardín botánico de Auckland es triple:
- Para contribuir al bienestar de la comunidad y al aprecio de las plantas.
- Para reflejar la gama de plantas de las regiones de clima benévolo, su paisaje diverso y su mezcla étnica.
- Para hacer frente a las necesidades y a los intereses de la comunidad e inspirar e informar a la gente sobre la importancia de plantas en sus vidas y al medio ambiente.

El jardín botánico de Auckland ha tomado un papel activo en la conservación de las plantas, especialmente de las plantas nativas amenazadas de Nueva Zelanda. Un buen ejemplo es la Euphorbia glauca.

## Colecciones
Entre las más importantes colecciones del jardín botánico de Auckland se incluyen:
- Flora nativa de Nueva Zelanda visitable por un sendero marcado que lleva a través de un remanente del bosque de podocarpo. Con un total de 30 hectáreas, de las cuales 10 hectáreas son parte del jardín botánico y administrado por el consejo regional de Auckland, 20 hectáreas son parte del parque de Totara, administrado por el Ayuntamiento de Manukau. El área fue talada en épocas anteriores para aprovechar la madera. El bosque ahora está regenerándose.
- Colección de Flax (Phormium) Colección, con un gran número de cultivares.
- Colección de plantas endémicas amenazadas, abierto en el 2001  gracias a la iniciativa de Helen Clark, en esta época primera ministra de Aotearoa Nueva Zelanda. Aquí podemos encontrar especímenes de Euphorbia glauca, Tecomanthe speciosa..
- Terreno Kauri.
- Rosaleda.
- Senda de los arbustos
- El arboreto de Gondwana
- El jardín de plantas comestibles
- Jardín de plantas perennes.
- Jardín de las camelias.
- Palmetum.
- Árboles urbanos, que nos muestra una selección de árboles pequeños que han sido plantados con éxito en jardines privados.
- Colección de coníferas con especímenes de Keteleeria davidiana, Pinus muricata.
- La base de datos, en la que contiene todas las plantas de las colecciones, está disponible para la consulta en el centro de visitantes.
- Centro de Visitantes Huakaiwaka es un edificio moderno, abierto en el 2005 que contiene el mostrador de información, exhibiciones de información, un café, y oficinas.
- Biblioteca la « Horticultural Reference Library»  se contiene en un edificio separado. El edificio fue abierto en 1992 y financiado por los amigos de los jardines botánicos de Auckland. Contiene unos 2.500 libros y un número de diarios y de compartimientos hortícolas. Los epígrafes del catálogo presentan unos 10 000 artículos.[2] La biblioteca se encuentra abierta al público.
- Ellerslie Flower Show, el jardín alberga todos los años la ehhibición "Ellerslie Flower Show".

## Actividades
La investigación en los jardines botánicos se ha dirigido principalmente sobre la identificación de las plantas que mejor  crecen en las condiciones locales. Se han experimentado con las plantas nativas, en árboles, arbustos, en bulbos y perennes. Como resultado de esta investigación una gran cantidad de informes consultivos han sido publicados, juntos forman el expediente “Gardening in Auckland – Horticultural advice for Auckland gardeners” (“que cultivaba un huerto en Auckland - consejo hortícola para los jardineros de Auckland”)(publicados regularmente desde 1981), libremente disponible en el centro de visitantes.
Mucho de los ensayos se han efectuado en el jardín de ensayo del arbusto. Aquí se han creado algunas extensas colecciones  de Hydrangea, azalea, Deutzia y otros géneros. El trabajo consultivo todavía se continúa actualmente y los prospectos consultivos todavía se ponen al día regularmente.

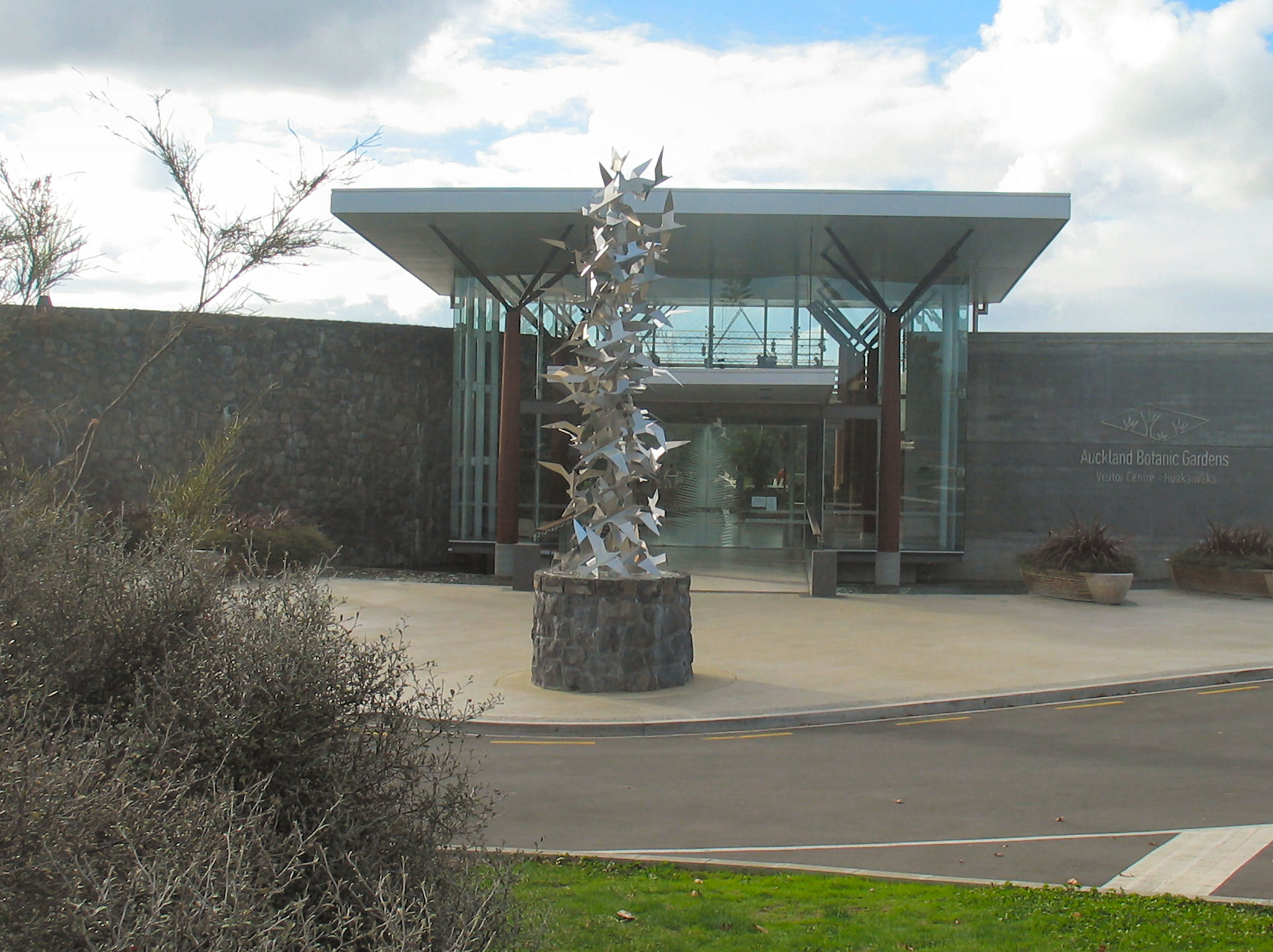
Centro de visitantes.

En este centro se despliegan una serie de actividades a lo largo de todo el año:
- Programas de conservación
- Programa de mejora de plantas medicinales
- Programas de conservación « Ex Situ»
- Biotecnología
- Estudios de nutrientes de plantas
- Ecología
- Conservación de Ecosistemas
- Programas educativos
- Etnobotánica
- Exploración

- Horticultura
- Restauración Ecológica
- Sistemática y Taxonomía
- Sostenibilidad
- Farmacología
- Mejora en la agricultura
- Index Seminum

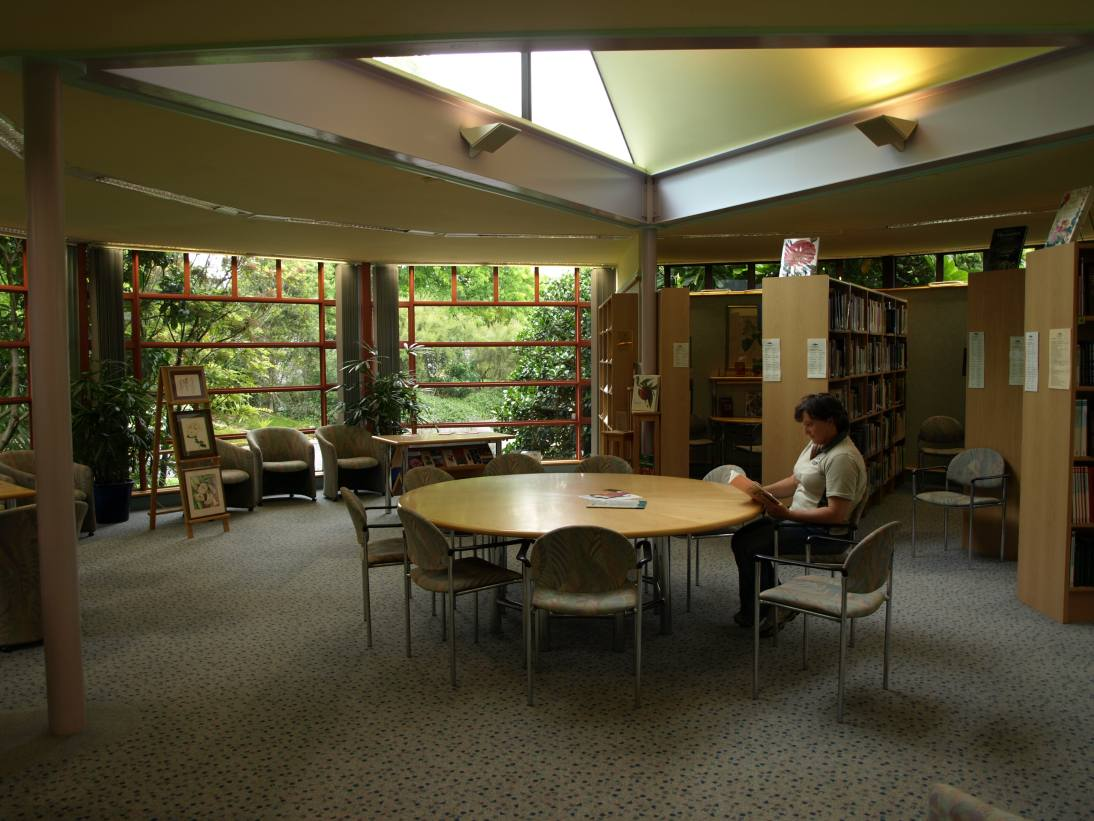
Interior de la biblioteca.

- Exhibiciones de plantas especiales
- Sociedad de amigos del botánico
- Cursos para el público en general